# Angelo Penna
Angelo Penna (Pereto, 22 aprile 1917 – Perugia, 20 marzo 1981) è stato un religioso, teologo e biblista italiano.

## Biografia

### Formazione
Nacque nel piccolo comune abruzzese di Pereto (AQ) il 22 aprile 1917. Prese i voti religiosi il 28 agosto 1934 a Gubbio e divenne religioso dei Canonici Regolari Lateranensi (congregazione del biblista abate Giuseppe Ricciotti). Fu alunno del Vercelli di Roma presso il Pontificio Ateneo Angelico, ora denominato Pontificia Università San Tommaso d'Aquino.
Divenne sacerdote il 23 giugno 1940 a Roma. All'epoca si era dedicato allo studio della lingua greca, ebraica e altre lingue orientali. Per questo, con l'ausilio dell'abate Ricciotti, i superiori gli permisero di frequentare il Pontificio Istituto Biblico romano (1941-1944) dove si laureò con il grado di dottore delle Sacre Scritture. Non solo si applicò agli studi biblici, ma anche alla disciplina patristica e alla storia della religione cristiana. Nel 1949 conseguì il dottorato in Scienze Bibliche presso il Pontificio Istituto Biblico.

### Attività
La sua attività di studioso ha spaziato in vari campi: da quello propriamente biblico (in particolare i Libri Profetici) a quello patristico (san Girolamo, sant'Agostino di Ippona), a quello storico (Storia del Cristianesimo).
Così, fin dall'anno 1945, pubblicò il volume San Paolo e poi altri a seguire. Pubblicò anche una ventina di libri minori. Non si devono poi dimenticare una serie di commenti inseriti in varie enciclopedie.
Non solo fu scrittore, ma anche maestro. Ottenuta la libera docenza in lingue semitiche (ebraico, siriaco ed altre) insegna dapprima all'Università di Bari per sei anni, e dal 1967 all'Università di Perugia. Per breve tempo nella Pontificia Università Lateranense e per venticinque anni a Roma nel Pontificio Istituto "Regina Mundi".
Fu socio della Pontificia Commissione Biblica e della Pontificia Commissione pro Neo Vulgata ed ancora della Associazione Biblica d'Italia. Officiò il ministero per anni nella parrocchia di Santa Agnese e, successivamente, nella parrocchia di Sant'Eusebio all'Esquilino.
Fu vicario generale della sua congregazione.
Morì d'infarto alle 4.30 del mattino del 20 marzo 1981 a Perugia, presso il locale Policlinico. I funerali si svolsero nella parrocchia di san Giuseppe in via Nomentana. Fu sepolto nel Cimitero del Verano di Roma, nella tomba della congregazione.
Nel suo paese natale, fu posta una targa ricordo nel locale cimitero.
Il giorno 10 aprile 2011, il comune di Pereto ha intitolato al suo nome la ex piazza Dante Alighieri.
Per far comprendere l'opera e le attività di questo ricercatore, inseriamo i nomi di tutte le pubblicazioni e le collaborazioni rintracciate.

## Opere pubblicate
- San Paolo, S.I., Società Apostolato Stampa, 1946
- San Gerolamo, Torino - Roma 1949
- Principi e carattere dell'esegesi di San Gerolamo, Roma, Pontificio Istituto Biblico, 1950
- La lettera di Dio: presupposti di esegesi biblica, Brescia, Morcelliana, 1952
- San Pietro, Morcelliana, Brescia 1954.
- La carità in San Paolo, Roma, Pontificia Opera Assistenza, 1957
- La religione di Israele, Brescia, Morcelliana, 1958
- I profeti, Roma, Edizioni Paoline, 1959
- Brignanadda e il suo santuario, Cremona, Tip. Uggeri, 1959
- In memoriam Abbate Giuseppe Ricciotti C.R.L, 1964
- La lettera di Dio: guida alla lettura della Bibbia, Brescia, Morcelliana, 1965, 2ª edizione riveduta e corretta
- I figli della luce, Fossano, Esperienza, 1971
- La Sibilla Tiburtina e le nove età del mondo, AMSTSA, 45 (1972), pp. 7–95
- Amore nella Bibbia, Brescia, Paideia, 1972
- Storia del Cristianesimo, Assisi, Cittadella editrice
  - I primi due secoli, 1972
  - Da Settimio Severo a Giuliano l'Apostata, 1973
  - Quinto secolo, 1974
- Il profetismo fra gli antichi Semiti, Roma, ELIA, 1973

## Traduzioni
- Baruch, Torino, Marietti, 1952
- Geremia, Torino-Roma, 1952
- Libri dei Maccabei, Torino, 1952
- Baruch, Torino, 1953
- Libri dei Maccabei, Torino-Roma, 1953
- Geremia, Torino-Roma, 1954
- Baruch, Torino-Roma, 1956
- Isaia, Torino, Marietti, 1958
- Giudici e Rut, Torino, Marietti, 1963
- Isaia, Torino - Roma 1964
- Geremia, Lamentazioni, Baruch, Torino, Marietti, 1970 2 edizione riveduta e corretta
- Geremia, Lamentazioni, Baruch, Torino, Marietti, 1971, 2 edizione riveduta e corretta
- Deuteronomio, Torino, Marietti, 1976

## Collaborazioni
- La Sacra Bibbia, tradotta da Enrico Galbiati, Angelo Penna, Piero Rossano, Torino, UTET 1963; volume secondo: Libri sapienziali, Libri profetici / traduzione di Angelo Penna
- La Sacra Bibbia, tradotta da Enrico Galbiati, Angelo Penna, Piero Rossano, Torino, UTET 1964, 2 edizione riveduta; volume secondo: Libri sapienziali, Libri profetici / traduzione di Angelo Penna
- La Sacra Bibbia di Selezione dal Reader's Digest, tradotta da Enrico Galbiati, Angelo Penna e Piero Rossano, Milano 1968; volume secondo: Libri sapienziali, Libri profetici / traduzione di Angelo Penna
- Storia delle religioni, fondata da Pietro Tacchi Venturi; diretta da Giuseppe Castellani, Torino, UTET 1970, 6 edizione interamente rifatta e ampliata; Volume terzo: Penna Angelo, La religione di Israele (Dalle origini alla distruzione del tempio); Volume quarto: Penna Angelo, La religione del Nuovo Testamento e Monachesimo
- La Sacra Bibbia, tradotta da Enrico Galbiati, Angelo Penna, Piero Rossano, Torino, UTET 1973, 3 edizione riveduta; volume secondo: Libri sapienziali, Libri profetici / traduzione di Angelo Penna